# Queen’s Blade Grimoire
A Queen’s Blade Grimoire (クイーンズブレイド グリムワール; Kuínzu Bureido Gurimuváru; Hepburn: Kuīnzu Bureido Gurimuwāru) játékkönyvsorozat (visual combat book), melyet a Hobby Japan adott ki a Queen’s Blade negyedik könyvsorozataként. A Grimoire a fősorozattól és annak folytatásától, a Queen’s Blade Rebelliontól eltérően egy párhuzamos univerzumban játszódik, önálló történettel és számos új szereplővel rendelkezik. Az alapsorozathoz hasonlóan összeegyeztethető a Flying Buffalo Lost Worlds játékkönyvsorozatával, az illusztrációkat szintén népszerű művészek készítették. A könyvsorozat első tagja 2012. november 24-én jelent meg és 2016. szeptember 28-ig tíz könyvet adtak ki.
A könyvsorozat alapján egy kétrészes, epizódonként 30 perces OVA animefeldolgozás is készült a FORTES stúdió gyártásában és Josimoto Kindzsi rendezésében. Az első epizód 2016. január 29-én, a kilencedik kötettel, a második 2016. szeptember 28-án, az utolsó kötettel jelent meg Blu-rayen.

## Cselekmény
Alicia, a királyi udvar egy kardforgató varázslója épp egy átjárót nyit meg, melyből egy angyal, Kyuel bukkan elő és véletlenül belerántja, átkerülve Mel Fair Land világába. Miközben Alicia próbálja megtalálni a megoldást, hogy visszajusson, találkozik a számára ismeretlen világ lakóival, akik klasszikus történetek szereplőinek a Queen’s Blade világába ültetett groteszk paródiái. A szereplők egy része fiatal női harcos, vagy épp azzá válik a történések folyamán. Alicia, hogy megtalálja az utat a világába, részt vesz a Mel Fair Landben tartandó Queen’s Blade bajnokságon, ahol a legerősebb és legszebb harcosok küzdenek meg a királynői címért.

## Új szereplők

### Főszereplők

Alicia új ruhát kapott a Szabótól

Alicia (不思議の国の闇使い アリシア; Fusigi no kuni no jamicukai Alicia / Fusigi no kuni no jamicukai Arisia; Hepburn: Fushigi no kuni no yamitsukai Alicia / Fushigi no kuni no yamitsukai Arishia)
Szinkronhangja: Ónisi Szaori  (japán)
Alicia a királyi udvar egy kardforgató varázslója, aki egy baleset folytán átkerül Mel Fair Land dimenziójába. Bár Aliciát megzavarta az idegen világ, lakói különc személyként kezelik őt. Alicia sötét varázslatok használója és hatalmas varázserővel rendelkezik, ami illik vad és magabiztos személyiségéhez. Arrogánsan viselkedik és nem kedveli a csavart dolgokat. Gyakran kerül konfliktusba Mel Fair Land lakóival, s mindent elkövet, hogy visszajusson a világába, ehhez azonban részt kell vennie a Queen’s Blade-en. Neve és háttértörténete az Alice Csodaországban főszereplőjén alapul. Megalkotója Miszaki Kurehito.
Zara (赤頭巾の魔狩人 ザラ; Akazukin no makarjúdo Zara; Hepburn: Akazukin no makaryūdo Zara)
Szinkronhangja: Isigami Sizuka  (japán)
Rideg és gyönyörű vadász, akit egy démonfarkas kísér, amely egyszer megette őt és a nagymamáját. Zara túlélte, hogy a démonfarkas felfalta, a hasában mágikus erejének birtokába került, s gyenge kislányból erős harcossá válva született újjá. Nagymamája nem élte túl, de lelkének egy része egybeolvadt Zaráéval, a démonfarkas pedig szelíd kölyökként született újjá. Testét képes regenerálni, még akkor is, ha azt széttépték és felfalták. Igaz ember, aki démonokra vadászik, hogy megakadályozza, hogy másokat is olyan tragédia érjen, mint őt. A sorsa, hogy megküzdjön Seitennel, a démonmajom nekromantával, aki a nagymamáját megölő démonfarkast uszította rá, ezért követi őt a Queen’s Blade-re. A szereplő Piroskán, a Piroska és a farkas főszereplőjén alapul. Megalkotója Fool’s.
Tiina (人魚姫ティーナ; Ningjo-hime Tiina / Ningjo-hime Tína; Hepburn: Ningyo-hime Tiina / Ningyo-hime Tīna)
Szinkronhangja: Gotó Szaori  (japán)
Tritonnak, Tengerfenék Királyság (海底の王国; Kaitei no Ókoku; Hepburn: Kaitei no Ōkoku) királyának legkisebb lánya. Folyton arról álmodozik, hogy bálban táncoljon szép ruhákban, úriemberek társaságában, ahogy az emberek teszik. Alkut köt Seitennel, akitől a sellőlány lábakat kap. Tiina a levegőben is képes úszni és képes a szárazföldön is tartózkodni, így az uszonya leginkább megjelenési problémát jelentett számára. Bár képes manipulálni a vizet, a teste folyamatosan nedves, ruhái átázottak. Seiten becsapja Tiinát és a holtak báljára viszi el, majd foglyul ejtik a Liliana vezette kalózok. Félénk természete ellenére megküzd fogvatartóival és határozottan dönt, hogy részt vesz a Queen’s Blade-en. Tiina karaktere A kis hableány dán tündérmese főszereplőjén alapszik. Megalkotója Eiva.
Goldie (黄金の戦斧 ゴールディー; Ógon no szen ono Goldie / Ógon no szen ono Górudí; Hepburn: Ōgon no sen ono Goldie / Ōgon no sen ono Gōrudī)
A tekintélyes Sir Carter (サー カーター; Szá Kátá; Hepburn: Sā Kātā) házba született fiatal hölgy volt, aki szerette a természetet, könnyű és kényelmes életet élt, de miután egy bizonyos Tó hölgye (湖の乙女; Mizuumi no otome) egy arany harci fejét adott neki, elhagyta otthonát és arany rangerként védi a természetet. Habár harci stílusa vad, ereje nyers, általában udvarias és mély kulturális ismeretekkel bír. Alapvetően barátságos, de van ideges oldala is, és néha nem bír a túl nagy vagy túl kicsi dolgokkal, s ekkor nem habozik használni a fejszéjét. A kedvenc mondata: „Ez csak igaz.” Képes bármilyen állatot megszelídíteni, bár nőstények esetében nem hatékony. A szereplő a Kintaró japán népmese főhősén alapul, keverve a jótékonyságával, amely a Tó Hölgye történetén alapszik. Megalkotója F.S.
Gretel (魔女討ちの菓子職人 グレーテル; Madzso ucsi no kasi sokunin Gretel / Madzso ucsi no kasi sokunin Guréteru; Hepburn: Majo uchi no kashi shokunin Gretel / Majo uchi no kashi shokunin Gurēteru)
Gretelt mostohaanyja fiatalkorában elhagyta. Kemény küzdelemben legyőzte az erdő mélyén élő emberevő boszorkányt és megszerezte az erejét, a képességet, amellyel dolgokat és szerkezeteket készíthet édességből. Ekkortájt kezdett egy férfias természetű személyiséget mutatni, akinek neve Hansel. Bár Gretel komoly, szívélyes személyiséggel rendelkezik, Hanselként hedonista jellemmé válik, aki szereti a nőket és a harcot. Míg általában ügyes cukrászként dolgozik – öltözetét és fegyverét, egy hatalmas nyalókát is cukorból készítette –, úgy dönt, hogy részt vesz a Queen’s Blade bajnokságon, amikor megtudja, hogy Mel Fair Landet válság fenyegeti. Mivel a gyermekkori kihívások leküzdése után folytatta az edzést, az alapharcának erőssége magas. Erőssége a rideg, megbízható küzdőstílusa, de a szeszélyesen és ösztönösen harcoló Hanselként is felülkerekedik ellenfelein. Gretel a Jancsi és Juliska (eredeti címén Hansel und Gretel) német mese címszereplőin alapul. Megalkotója Kantaka.
Kaguya (魔装剣姫 カグヤ; Maszóken-hime Kaguya / Maszóken-hime Kaguja; Hepburn: Masōken-hime Kaguya)
Szinkronhangja: Tanaka Manami  (japán)
Mágikus kincsek (魔装（魔法の宝物）; mahó no takaramono; Hepburn: mahō no takaramono), elsősorban öltözékek gyűjtője, aki magát a „Holdról jött személyként” hirdeti. Egy idős pár talált rá, akik elkényeztetve nevelték fel. Bár aranyos megjelenésének köszönhetően számos férfi próbálta sikertelenül elhalmozni kincsekkel abban a reményben, hogy feleségül vehetik, nem gonosz vagy számító, csupán gyerekes és szellemileg éretlen. Azért vesz részt a Queen’s Blade bajnokságon, mert úgy tartják, a győztes megszerzi a Királynő Pengéjét. A szereplő utalás Kaguja hercegnőre A bambuszgyűjtő öregember meséi japán népmeséből. Megalkotója saitom.
Seiten (妖猿の屍術師 セイテン; Jószaru no kabanedzsucusi Seiten / Jószaru no kabanedzsucusi Szeiten; Hepburn: Yōsaru no kabanejutsushi Seiten)
Szinkronhangja: Hikasa Jóko  (japán)
Seiten egy erős nekromanta, Mel Fair Land „gonosztevője”, aki majomkirályként született egy kőtojásból. Kedveli az erős ellenfeleket, ezért nagy érdeklődést mutat a Queen’s Blade bajnokság iránt, hogy azon részt véve erős és gyönyörű harcosokkal küzdjön meg. Seiten leginkább arról ismert, hogy veleszületett hatalmas mágikus erejével tombol, kiélvezve minden vágyát. Nekromantaként képes a holttestek felélesztésére és irányítására. Alakját a majomkirály Szun Vu-kung, a Nyugati utazás kínai klasszikus mű szereplője ihlette. Megalkotója Aoi Nagisza.
Despina (ハーレムの笛吹き デスピナ; Harem no fuefuki Despina / Háremu no fuefuki Deszupina; Hepburn: Harem no fuefuki Despina / Hāremu no fuefuki Desupina)
Hajdanán vándorzenészként élt, de éles elméje mögött kapzsi és hedonista személyisége áll. Zenéjével képes bárkit elcsábítani és irányítani a testét, leginkább szép nőket. A Queen’s Blade bajnokságon is azért vesz részt, hogy a harcosokat megszerezze magának. Alakját a hamelni patkányfogó legendája ihlette. Megalkotója Kure Maszahiro (CLEsta).
Snow White (鏡の魔術姫スノーホワイト; Kagami no madzsucu-hime Snow White / Kagami no madzsucu-hime Szunóho Vaito; Hepburn: Kagami no majutsu-hime Snow White / Kagami no majutsu-hime Sunōho Waito)
Szinkronhangja: Kimura Juri  (japán)
Egy gyönyörű hercegnő az Alma Királyságból. Gonosz mostohaanyja, a királynő, szépsége miatt az életére tör, ezért az erdőbe menekül, ahol egy varázstőrt talál. A sorozatos támadások felélesztik mágikus képességeit és egyre erősebbé teszik, mostohája varázstükrét is megszerzi. Snow White képes a varázstőrrel mérgezetté vagy akár robbanóvá változtatni az almát, ezen kívül a varázstükörrel más világokból idézhet meg harcosokat. Alakja a Hófehérke klasszikus mese címszereplőjén alapul. Megalkotója Eiva.
Cinderella (冬の魔王　シンデレラ; Fuju no maó Cinderella / Fuju no maó Sinderera; Hepburn: Fuyu no maō Cinderella / Fuyu no maō Shinderera)
Egy gyönyörű hajadon, aki elvesztette szüleit és gonosz mostohaanyja nevelte. Élete gyökeresen megváltozott, amikor a Tél hercege első látásra beleszeretett. Bár a megjelenése és a hangja azt a benyomást kelti, hogy hideg és érzéketlen, valójában hihetetlenül szenvedélyes, mindig arra törekszik, hogy az álmait valóra váltsa. Mikor a herceg kastélyába hívja, az ördögtől megszerzi a hó és a jég manipulálásának képességét és elküldi a kastély népét, majd felveszi a Tél ördöge (冬の魔王; Fuju no maó; Hepburn: Fuyu no maō) nevet. Alakja utal a Hamupipőke és A Hókirálynő klasszikus mesékre. Megalkotója Szaburó.

### Mellékszereplők

Kyuel az egyetlen olyan szereplő a Grimoire-ban, akit bár ismert illusztrátor alkotott meg, önálló játékkönyve nem jelent meg

Kyuel (キューエル; Kjúeru; Hepburn: Kyūeru)
Szinkronhangja: Kakuma Ai  (japán)
Egy nyusziruhába öltözött Mel Fair Land-i angyal, az ottani Queen’s Blade egyik szervezője Nanael irányítása alatt. Ő rántja át véletlenül Aliciát egy átjárón keresztül Mel Fair Land univerzumába, emiatt a lány folyamatosan üldözi őt a visszajutás módjának megtalálása reményében. Kyuel nyúlfülei utalnak az Alice Csodaországban Fehér Nyulára és ahogy a mesében a nyúl, ő is állandóan siet. Urusihara Szatosi illusztrálta.
Szabó (仕立屋; Sitateja; Hepburn: Shitateya)
Szinkronhangja: Kavahara Josihisza  (japán)
Egy különös, arcnélküli szabó Mel Fair Landben, aki a legjobb a szakmájában. Többször készít új ruhát Aliciának, miután az harc közben elszaggatta öltözetét. Kedveli a teadélutánokat. Alakja utalás az Alice Csodaországban Kalaposára és Ollókezű Edwardra.
Triton király (ティリトン王; Triton-ó / Tiriton-ó; Hepburn: Triton-ō / Tiriton-ō)
Szinkronhangja: Jaszumoto Hiroki  (japán)
Tengerfenék Királyság királya, Tiina és nővérei apja. Szigorú lányaival és gyűlöli az embereket, akik ellenségesen közelítenek a sellők felé. Kezdetben hallani sem akar róla, hogy Tiina részt vegyen a Queen’s Blade-en, de miután kalózok támadnak rájuk, elégtételt kíván venni, s mivel ő maga nem indulhat és látja lánya eltökéltségét, elengedi őt. Alakja leginkább A kis hableány Disney-adaptációjának Triton királyára utal.
Zara nagymamája (ザラの祖母; Zara no szobo; Hepburn: Zara no sobo)
Szinkronhangja: Icsidzsó Mijuki  (japán)
Zara nagymamája többször megvédte unokáját. Seiten azonban mágiával feltámasztja a farkast, ami felfalja őt és Zarát is. A farkas hasából csak Zara tud kimászni, de nagymamája lelkének egy része belé olvad. A szereplő Piroska nagymamájára utal a Piroska és a farkasból.
Az animében a Queen’s Blade alapsorozatból feltűnik Leina Vance és Airi, a Rebellionból Liliana és Sigui.

## Médiamegjelenések

### Játékkönyvek
A Queen’s Blade Grimoire könyvsorozat első tagja 2012. november 24-én jelent meg és 2016. szeptember 28-ig tíz könyvet adott ki a Hobby Japan. Az illusztrátorok közül Eiva, F.S. és Kantaka az eredeti Queen’s Blade sorozaton is dolgozott.
|    | Cím | Kiadás dátuma        | Oldalszám | ISBN              | Illusztrátor                | Alapul szolgáló klasszikus mese |
| 1  | Fusigi no kuni no jamicukai Alicia (不思議の国の闇使い アリシア; Fushigi no kuni no yamitsukai Alicia) | 2012. november 24.   | 64        | 978-4-79860-509-8 | Miszaki Kurehito (深崎暮人) | Alice Csodaországban            |
| 2  | Akazukin no makarjúdo Zara (赤頭巾の魔狩人 ザラ; Akazukin no makaryūdo Zara)                           | 2012. november 24.   | 64        | 978-4-79860-510-4 | Homare (誉)                 | Piroska és a farkas             |
| 3  | Ningjo-hime Tiina (人魚姫ティーナ; Ningyo-hime Tiina)                                                  | 2013. június 30.     | 64        | 978-4-79860-616-3 | Eiva (えぃわ)               | A kis hableány                  |
| 4  | Ógon no szen ono Goldie (黄金の戦斧 ゴールディー; Ōgon no sen ono Goldie)                              | 2013. július 20.     | 64        | 978-4-79860-638-5 | F.S                         | Kintaró, Tó Hölgye              |
| 5  | Madzso ucsi no kasi sokunin Gretel (魔女討ちの菓子職人 グレーテル; Majo uchi no kashi shokunin Gretel) | 2014. január 31.     | 64        | 978-4-79860-743-6 | Kantaka (かんたか)          | Jancsi és Juliska               |
| 6  | Maszóken-hime Kaguya (魔装剣姫 カグヤ; Masōken-hime Kaguya)                                            | 2014. április 29.    | 64        | 978-4-79860-805-1 | saitom                      | A bambuszgyűjtő öregember meséi |
| 7  | Jószaru no kabanedzsucusi Seiten (妖猿の屍術師 セイテン; Yōsaru no kabanejutsushi Seiten)              | 2014. december 27.   | 64        | 978-4-79860-939-3 | Aoi Nagisza (葵渚)          | Nyugati utazás                  |
| 8  | Harem no fuefuki Despina (ハーレムの笛吹き デスピナ)                                                   | 2015. június 26.     | 64        | 978-4-79861-034-4 | Kure Maszahiro (呉マサヒロ) | A hamelni patkányfogó           |
| 9  | Kagami no madzsucu-hime Snow White (鏡の魔術姫スノーホワイト; Kagami no majutsu-hime Snow White)       | 2016. január 29.     | 64        | 978-4-79861-157-0 | Eiva (えぃわ)               | Hófehérke                       |
| 10 | Fuju no maó Cinderella (冬の魔王 シンデレラ; Fuyu no maō Cinderella)                                   | 2016. szeptember 28. | 64        | 978-4-79861-296-6 | Szaburó (サブロー)          | Hamupipőke, A Hókirálynő        |

### OVA-epizódok
A Queen’s Blade könyvsorozat 10. évfordulójának alkalmából jelentették be, hogy a Grimoire alapján egy kétrészes OVA animefeldolgozás készül. Az egyenként 30 perces epizódok a FORTES stúdió gyártásában készültek, az Asread és az Arms stúdiókkal együttműködve. Az animét Josimoto Kindzsi és Júzumi Josihide rendezte, a szereplőket Rin-Sin, Nogucsi Takajuki, Urusihara Szatosi és Cukada Hirosi alkotta meg, a történetet Szuzuki Maszasi írta. Az első epizód 2016. január 29-én, a könyvsorozat kilencedik kötetével, a második 2016. szeptember 28-án, az utolsó kötettel jelent meg Blu-rayen.
Epizódlista:
| # | Epizód címe | Megjelenés (Blu-ray) |
| --- | --- | -------------------- |
| 1 | Ébredés, a démonvadász Piroska Kakuszei, Akazukin no makarjúdo (覚醒、赤頭巾の魔狩人; Hepburn: Kakusei, Akazukin no makaryūdo) | 2016. január 29.     |
| Alicia, a királyi udvar egy kardforgató varázslója épp egy átjárót nyit meg, melyből egy angyal, Kyuel bukkan elő és véletlenül belerántja, átkerülve Mel Fair Land világába. Alicia próbálja Kyueltől megtudni, hogy hogyan juthat vissza, de ő folyton elsiet. Épp egy teadélutánba csöppen, amikor a háttérben Seiten és Snow White harcosokat idéz meg, hogy részt vegyenek a hamarosan tartandó Queen’s Blade bajnokságon, ahol a legerősebb és legszebb harcosok küzdenek meg a királynői címért. Alicia Airival kerül szembe, de megfutamítja őt és visszaküldi a világába, felkeltve Seiten és Snow White figyelmét. Alicia folytatva útját megment egy kislányt, Zarát egy farkastól és hazakíséri a nagymamájához. Később azonban Seiten a farkast feltámasztja és démoni erővel huházza fel, s a visszatérő fenevad felfalja a nagymamát és Zarát is. Zara képes lesz kitörni a farkas gyomrából, azonban a démoni erők hatalmába kerítik, de Alicia segítségével felülkerekedik rajtuk. Zara érett harocosként újjászületve, a szelid könyökként újjászületett farkassal az oldalán indul útnak, hogy harcoljon a démonok ellen. Az epizód végén Snow White varázstükréből Liliana, a kalózvezér jön elő. | |                      |
| 2 | Rondó, az álmodozó kis hableány Rinbu, jumemiru Ningjo-hime (輪舞、夢見る人魚姫; Hepburn: Rinbu, yumemiru Ningyo-hime)         | 2016. szeptember 28. |
| Kaguya kincseit elrabolják a Liliana vezette kalózok. Kyuel a Tengerfenék Királyság királyát, Tritont keresi fel, hogy a lánya, Tiina részt vegyen a Queen’s Blade-en, s bár a sellőlány érdeklődését felkelti, a király hallani sem akar róla, ezért elzavarja az angyalt. Tiina folyton arról álmodozik, hogy bálban táncoljon szép ruhákban, úriemberek társaságában, ahogy az emberek teszik, ezért alkut köt Seitennel, akitől a sellőlány lábakat kap. Seiten azonban becsapja Tiinát és a holtak báljára viszi el. A tengerparton találkozik Aliciával, aki ugyan nem férfi, de táncolhat vele, azonban mindkettejüket foglyul ejtik Liliana kalózai és megtámadják a Tengerfenék Királyságot, hogy megszerezzék a kincseit. Félénk természete ellenére Tiina megküzd fogvatartóival és Alicia segítségével megfutamítja őket, visszaküldve Lilianát a saját világába. Triton király elégtételt kíván venni, s bár ő maga nem indulhat Queen’s Blade-en, látva lánya eltökéltségét, elengedi őt. A zárójelenetben Seiten és Snow White elégedetlen, amiért Alicia visszaküldi az általuk megidézett harcosokat, azért az inkvizítor Siguit küldik ellene.                                                      | |                      |